# Длубня
Длу́бня (пол. Dłubnia) — река в южной части Польши, левый приток Вислы. Длина реки составляет 49 км. Площадь бассейна — 272 квадратных километра.
Устье реки находится в населённом пункте Янгрот Олькушского повята Малопольского воеводства. Впадает в Вислу около краковского района Могила.
Основные притоки реки это Любожицки-Поток (левый), Баранувка (левый) и Минужка (правый).
Река протекает через населённые пункты Высоцице, Сецеховице, Михаловице, Рациборовице, Батовице и краковские районы Длубня, Беньчице, Кшеславице.
Именем реки назван Длубнянский ландшафтный парк, основанный в 1937 году.